# CAC CA-15
CAC CA-15, còn gọi không chính thức là CAC Kangaroo, là một loại máy bay tiêm kích của Australia, do hãng Commonwealth Aircraft Corporation (CAC) chế tạo trong Chiến tranh thế giới II.

## Quốc gia sử dụng
Úc
- Không quân Hoàng gia Australia

## Tính năng kỹ chiến thuật
Dữ liệu lấy từ Commonwealth CA-15: The 'Kangaroo' Fighter
Đặc điểm tổng quát
- Kíp lái: 1
- Chiều dài: 36 ft 2½ in (11,04 m)
- Sải cánh: 36 ft 0 in (10,97 m)
- Chiều cao: 14 ft 2 in (4,32 m)
- Diện tích cánh: 253 sq ft (23,50 m²)
- Trọng lượng rỗng: 7.540 lb (3427 kg)
- Trọng lượng có tải: 9.500 lb (4.309 kg)
- Trọng lượng cất cánh tối đa: 12.340 lb (5.597 kg)
- Động cơ: 1 × Rolls-Royce Griffon, 2.035 hp (1.517 kW) trên độ cao 7.000 ft (2.134 m)

 Hiệu suất bay 
- Vận tốc cực đại: 448 mph (390 knot, 721 km/h) trên độ cao 26.400 ft (8.050 m)
- Tầm bay: 1.150 mi (1.000 hải lý, 1.850 km)
- Trần bay: 39.000 ft (11.887 m)
- Vận tốc lên cao: 4.900 ft/phút (24,9 m/s)

Trang bị vũ khí

- Súng: 6 × súng máy 0.50 in. (12,7 mm)
- Rocket: 10 × đạn rocket
- Bom: 2 × bom 1.000 (450 kg)